# Miguel Maticorena Estrada
Miguel Maticorena Estrada (Piura, 5 de julio de 1926 - Lima, 28 de marzo de 2014) fue un historiador y profesor peruano, especialista en cronística indiana e historia colonial peruana.

## Biografía
Hijo de Jovita Estrada Morales y Víctor Maticorena Molero, cursó sus estudios escolares en el Colegio Salesiano y en el Colegio San Miguel de Piura. En 1946 se muda a Trujillo, para matricularse en la universidad de esta ciudad. Un año después se traslada a Lima, instalándose en el distrito de Barranco, para continuar su formación en la Facultad de Letras de la Universidad de San Marcos (1947 - 1950). 

### Vida universitaria
En dicha universidad, conformó junto a Pablo Macera y Carlos Aranibar el célebre círculo de alumnos de Raúl Porras Barrenechea. Muy joven y aún como estudiante, es nombrado auxiliar de investigaciones del Instituto de Historia de San Marcos (1948 - 1950), y es designado asistente de Ella Dunbar Temple —destacada maestra de esta generación— en el proyecto de historia de la Universidad de San Marcos, en el marco de celebración del cuarto centenario de su fundación. A su cargo estuvo la elaboración de las fichas biográficas del segundo volumen de la monumental obra de Luis Antonio Eguiguren, dedicada a la universidad durante el siglo XVII. Publicó además una serie de documentos, también concernientes a la historia sanmarquina, en el “Boletín Bibliográfico” de la Biblioteca Central de esta Universidad (1949).

### Estancia en Sevilla
En 1950, gracias a las gestiones de Raúl Porras, es becado por el Instituto de Cultura Hispánica, para realizar investigaciones en el Archivo de Indias de Sevilla (1950 - 1951). Entre 1952 y 1953, el gobierno español le concede una nueva beca, esta vez en la Escuela de Estudios Hispano-Americanos (EEHA), dependencia del Consejo Superior de Investigaciones Científicas de España, instalándose en la residencia sevillana de esta institución, la cual será hasta 1971 su dirección formal. En 1953 es designado colaborador científico del EEHA, escribiendo a partir de entonces, de manera regular, en la Revista de Estudios Americanos (1953- 1961) y en el Anuario de Estudios Americanos (1953 - 1970).
Durante estos años Maticorena publicará varios artículos y una serie de documentos sobre los cronistas indianos. El más celebrado de estos trabajos fue: “Cieza de León en Sevilla y su muerte en 1554” (AEA, 1955). Por este extenso estudio elaborado sobre la base de 15 documentos acerca del famoso español, además de su testamento, Maticorena cobrará especial celebridad entre los especialistas de Cieza de León. Sus investigaciones y hallazgos documentales, marcaron nuevos derroteros en el conocimiento de la vida y obra del cronista.
Nuevos estudios e importantes descubrimientos documentales, consolidarán la reputación de Maticorena como uno de los mayores especialistas en los cronistas indianos de los siglos XVI y XVII. Destacan entre estos el dedicado a un manuscrito de La Florida del Inca Garcilaso (anterior a la edición de 1605); así como información inédita sobre Polo de Ondegardo, Agustín de Zárate, la crónica de Vásquez de Cepeda (1550), Francisco Pizarro y sus dos primeros viajes marítimos, y una relación alemana de 1554.
A fines de los años 50, Maticorena amplia su campo de estudio, iniciando investigaciones sobre las ideas y los ideólogos políticos del siglo XVIII, a través de los cuales aborda el proceso de la emancipación americana. Publica así “José Baquíjano y Carrillo, reformista peruano del siglo XVIII” (EAA, 1958), cuyas propuestas son ampliadas en: “Nuevas noticias y documentos sobre don José Baquíjano y Carrillo, conde de Vistaflorida. La causa de la emancipación del Perú” (EEA, 1960).
Durante parte de su larga estadía en España, trabajó junto a dos grandes maestros de la historiografía hispana. Con Antonio Muro Orejón, en la edición de los Pleitos Colombinos, encargándose de la revisión paleográfica de los documentos de los siglos XV y XVI. Luego, con Ramón Carande, como su secretario y comentarista de los documentos y temas del virreinato peruano, que aparecieron en su célebre libro Carlos V y sus banqueros.
En la década del 60 colaboró en cuatro monumentales proyectos editoriales: Enciclopedia de la cultura española, Enciclopedia Pro-Leber, Enciclopedia Salvat y Enciclopedia Larousse (Francia). En estas se encargó de reseñar temas concernientes al Perú y básicamente escribir la biografía de virreyes y cronistas. Participó además en la elaboración del Índice histórico español, promovido por la Universidad de Barcelona (1965 - 1970). Fue también colaborador cultural en el diario ABC de Sevilla, entre 1969 y 1970.

### Labor docente
En 1971 retorna al Perú, al ser nombrado secretario del V Congreso Internacional de Historia de América, evento organizado por le gobierno peruano, como parte de las celebraciones del sesquicentenario de la independencia del Perú. Poco después de su regreso, es incorporado a la docencia en la Universidad de San Marcos, en la cual sustenta la tesis El concepto de cuerpo de nación en el siglo XVIII (1975). En esta tesis Maticorena propone que la idea de cuerpo de nación está presente en el sistema político colonial de América del Sur desde el siglo XVIII. Noción que es percibida en los intentos de integración de la sociedad colonial constituida por poblaciones étnica y culturalmente distintas. Ideas fundamentales, según Pablo Macera, para entender el proceso de independencia del Perú y América durante el siglo XIX, y su compleja y problemática conformación como naciones modernas.
En San Marcos ha sido asesor de la dirección universitaria de bibliotecas y publicaciones (1978 - 1982), y director de la Escuela de Historia (1993 - 1995), desde donde dio vida a los vigentes coloquios anuales de “Historia de Lima" (desde enero de 2003), "San Marcos en su historia" (desde mayo de 1994) y "Cronistas del Perú" (desde octubre de 1994). Promovió además la publicación de una serie de revistas de estudiantes de historia (Sequilao, Nueva Síntesis, Diálogos, Ukupacha, Perú Contemporáneo, Summa Historiae, etc.). Fue, asimismo, miembro del consejo editorial de la revista “Alma Mater”, publicación oficial de San Marcos (1995 - 2001), y miembro de la Comisión del 450 aniversario de la fundación de la universidad (2001).
Como parte de su intensa actividad como historiador y promotor cultural ha sido miembro de la comisión del año internacional del libro (1972), representante del Instituto Nacional de Cultura ante la Comisión Técnica del Archivo General de la Nación (1973 - 1981), miembro de la Comisión Nacional del Bicentenario de Túpac Amaru (1979 - 1981), y presidente de la Asociación Peruana de Archiveros (1979 - 1980).
En reconocimiento a sus aportes a la historiografía peruana e hispanoamericana, así como a su labor docente, ha sido incorporado a la Sociedad Internacional de Americanistas, París (miembro a propuesta de Marcel Bataillon, 1967); Academia Nacional de la Historia, Perú (1980); Academias de la Historia de Argentina (1981) y Venezuela (1988); Real Academia de la Historia, España (1982); al cuerpo de profesores honorarios de la Pontificia Universidad Católica del Perú (1995); y al de profesores eméritos de la Universidad Nacional Mayor de San Marcos (2006).

## Obras
Desde su retorno al Perú se convirtió en regular colaborador de temas culturales en los diarios: “El Comercio”, “La Crónica”, “El Peruano”, “La Prensa”, etc., por lo cual fue galardonado con el premio Jaime Bausate y Meza al periodismo en 1979 y 1982. Ensayos suyos han sido publicados en las revistas: “Cielo abierto”, “Cuadernos arguedianos”, “Sequilao”, “Época”, “Nueva Síntesis”, “Solertia”, “Alma Mater”, “Historia Total”, “Perú Contemporáneo”, etc. Entre sus obras se encuentran: “José Baquíjano y Carrillo” en: Colección documental de la independencia del Perú, tomo I, volumen 3 (1976); "La idea de nación en el Perú" (1993); "Historia de Lima y otros temas" (1999); Nación y guerra de castas en Juan Pablo Viscardo y Guzmán, en "Juan Pablo Viscardo y Guzmán, el hombre y su tiempo" (tomo II, 1999); "San Marcos de Lima, Decana de América" (2000); "Aporte cultural y elogio a la Universidad de San Marcos" (2001). En 1998, la Universidad Vincennes-Saint Denis de París, editó "Cartas de Marcel Bataillon a Miguel Maticorena (1958 - 1971)", como un valioso aporte documental para estudiar y comprender la vida y obra de estos dos ilustres historiadores. En el año 2011, en coedición con Carlos del Águila, Richard Chuhue y Antonio Coello, publicó el libro “Historia de Lima”, que reúne una serie de artículos que fueron expuestos en el XVII Coloquio de Historia de Lima del año 2010. En el año 2013, bajo el sello editorial de la UNMSM publicó "La Universidad de San Marcos de Lima. Documenta histórica", libro donde están contenidos variados estudios sobre su Alma Mater y también contribuciones de sus alumnos sobre el tema. En el año 2014, el fondo editorial de la Universidad Ricardo Palma publicó su texto "1551: La Universidad San Marcos de Lima, la más antigua que España fundó en América, un argumento histórico jurídico y el derecho indiano"